# 56 Melete
56 Melete este un asteroid din centura principală, descoperit pe 9 septembrie 1857, de Hermann Goldschmidt.